# Johannes Willem Maria Bluijssen
Johannes Willem Maria Bluijssen (Nimega, 10 aprile 1926 – 's-Hertogenbosch, 8 agosto 2013) è stato un vescovo cattolico olandese.

## Biografia
Monsignor Johannes Willem Maria Bluijssen nacque a Nimega il 10 aprile 1926. I suoi genitori erano originari di Asten ma avevano aperto un negozio in quella città. Johannes era il maggiore di nove figli.

### Formazione e ministero sacerdotale
All'età di dodici anni iniziò gli studi per il sacerdozio presso il ginnasio Beekvliet a Sint-Michielsgestel. In gioventù soffrì spesso di mal di testa e stanchezza. Solo più tardi divenne chiara la causa del suo malessere, l'angina, un disordine dei vasi sanguigni attorno al cuore. Suo padre morì giovane e Johannes divenne il capofamiglia.
Il 3 giugno 1950 fu ordinato presbitero per la diocesi di 's-Hertogenbosch nella cattedrale di San Giovanni da monsignor Willem Pieter Adrian Maria Mutsaerts. In seguito fu vicario parrocchiale della parrocchia di San Lamberto a Veghel. Conseguì il dottorato in teologia e ottenne la cattedra di spiritualità nel seminario maggiore di Haaren.

### Ministero episcopale
Il 28 ottobre 1961 papa Giovanni XXIII lo nominò vescovo ausiliare di 's-Hertogenbosch e titolare di Aeto. Ricevette l'ordinazione episcopale il 21 dicembre successivo dal vescovo di 's-Hertogenbosch Wilhelmus Marinus Bekkers, co-consacranti il vescovo di Groninga Pieter Antoon Nierman e quello di Roermond Pieter Jan Antoon Moors. Con 35 anni di età era il più giovane vescovo cattolico olandese dai tempi della Riforma protestante.
Partecipò al Concilio Vaticano II.
L'11 ottobre 1966 papa Paolo VI lo nominò vescovo di 's-Hertogenbosch. Già all'inizio del suo episcopato si manifestarono dei problemi di salute che continuarono poi a perseguitarlo. In questi anni molto cambiò nella diocesi e nei Paesi Bassi. Furono gli anni della polarizzazione, dell'Assemblea speciale per i Paesi Bassi del Sinodo dei vescovi, delle numerose dimissioni, della chiusura dei seminari e dell'esplodere della crisi vocazionale.
Il 1º marzo 1984 papa Giovanni Paolo II accettò la sua rinuncia al governo pastorale della diocesi per motivi di salute. Dopo il suo ritiro, visse nel convento delle suore della Società di Gesù, Maria e Giuseppe del quartiere Mariënburg di 's-Hertogenbosch. Divenne noto per il suo legame con gruppi progressisti-liberali come Acht Mei Beweging, che fu sciolta nel 2003, e Mariënburgvereniging, un'associazione olandese di cattolici progressisti fondata nel 1983. Durante la sua lunga pensione, monsignor Bluyssen scrisse quattro importanti lavori sulla spiritualità.
A succedergli fu Joannes Gerardus ter Schure, che era appena stato nominato quando nel maggio del 1985 papa Giovanni Paolo II visitò i Paesi Bassi. Il pontefice fu accompagnato in papamobile da Bluijssen e Ter Schure per le strade praticamente deserte di 's-Hertogenbosch.
Il 27 dicembre 2011 aveva in animo di festeggiare il 50º anniversario di ordinazione episcopale, un fatto abbastanza raro. Tuttavia, a causa degli sviluppi nelle indagini sugli abusi sessuali all'interno della Chiesa cattolica e per pietà verso le vittime, decise di non celebrare il suo giubileo, non ritenendolo inappropriato.
Morì a 's-Hertogenbosch alle 8:15 dell'8 agosto 2013 all'età di 87 anni. Le esequie si tennero il 15 agosto alle ore 11 nella cattedrale di 's-Hertogenbosch. È sepolto nella cripta della cappella dei vescovi nel cimitero del quartiere Orthen di 's-Hertogenbosch. Lui e il missionario e vescovo emerito di Amboina Andreas Peter Cornelius Sol (1915-2016), erano gli ultimi due vescovi olandesi viventi che avevano vissuto il Concilio Vaticano II.
Nel 2014 fu accusato di ripetute violenze sessuali su un seminarista minorenne che sarebbero avvenute a Beekvliet dal 1957 al 1959. Nell'agosto dell'anno successivo un comitato per i reclami della Chiesa annunciò che le prove contro il vescovo non erano sufficienti, sebbene non "escludesse" che il querelante fosse stato vittima di abusi sessuali.
Nel settembre del 2018 il NRC scrisse che monsignor Bluijssen nominò un uomo che era stato condannato per abusi sessuali su sei persone, prima curato a Sneek e in seguito parroco a Groninga. Le sue vittime inoltre erano state invitate a rimanere in silenzio riguardo agli abusi e non ricevettero alcun aiuto. Il NRC affermò anche che aveva distrutto informazioni incriminanti da un archivio segreto che era stato compilato dal suo predecessore, il vescovo Wilhelmus Marinus Bekkers.

## Opere
- De vele wegen en de ene weg, (1988) in collaborazione con Harry Beex, ISBN 90-5158-011-8
- Gebroken wit (1995, rivisto nel 2004) in collaborazione con Ad Langebent, ISBN 90-414-0025-7
- God, verborgen en nabij (2001), in collaborazione con Gerard Rooijakkers
- De donkere stilte van God (2009), ISBN 90-8730-024-7 (con Gerard Rooijakkers e Peter Nissen)

## Genealogia episcopale
La genealogia episcopale è:
- Vescovo Johannes Wolfgang von Bodman
- Vescovo Marquard Rudolf von Rodt
- Vescovo Alessandro Sigismondo di Palatinato-Neuburg
- Vescovo Johann Jakob von Mayr
- Vescovo Giuseppe Ignazio Filippo d'Assia-Darmstadt
- Arcivescovo Clemente Venceslao di Sassonia
- Arcivescovo Massimiliano d'Asburgo-Lorena
- Vescovo Kaspar Max Droste zu Vischering
- Vescovo Cornelius Ludovicus van Wijckerslooth van Schalkwijk
- Arcivescovo Joannes Zwijsen
- Vescovo Franciscus Jacobus van Vree
- Arcivescovo Andreas Ignatius Schaepman
- Arcivescovo Pieter Mathijs Snickers
- Vescovo Gaspard Josephus Martinus Bottemanne
- Arcivescovo Hendrik van de Wetering
- Vescovo Pieter Adriaan Willem Hopmans
- Cardinale Johannes de Jong
- Arcivescovo Willem Pieter Adriaan Maria Mutsaerts
- Vescovo Wilhelmus Marinus Bekkers
- Vescovo Johannes Willem Maria Bluijssen